# Киноно, Филлип
Филлип Киноно (англ. Phillip Kinono; род. 10 декабря 1997, Маджуро) — маршалловский пловец. Участник летних Олимпийских игр 2020 года.

## Биография
Филлип Киноно родился 10 декабря 1997 года.
Учится в колледже в американском городе Линкольн в штате Иллинойс. Выступает в соревнованиях по плаванию за команду колледжа. Тренируется под началом Джонатана Джордана и Эми Лакост.
Трижды выступал на чемпионатах мира. В 2017 году в Будапеште занял на дистанции 50 метров вольным стилем 118-е место (30,75 секунды), на дистанции 100 метров вольным стилем — 112-е (1 минута 12,94 секунды). В 2019 году в Кванджу на 50-метровке вольным стилем стал 124-м (29,25), на 50-метровке на спине — 74-м (41,27). Также в 2018 году участвовал в чемпионате мира на короткой воде в Ханчжоу, но был дисквалифицирован на обеих дистанциях — 50 метров брассом и 100 метров вольным стилем.
В 2021 году вошёл в состав сборной Маршалловых Островов на летних Олимпийских играх в Токио. На дистанции 50 метров вольным стилем занял 70-е место, показав результат 27,86 и уступив 5,89 секунды худшим из попавших в полуфинал Максиму Груссе из Франции и Павлу Юрашеку из Польши.